# Орія (Альмерія)
Орія (ісп. Oria) — муніципалітет в Іспанії, у складі автономної спільноти Андалусія, у провінції Альмерія. Населення — 2888 осіб (2010).
Муніципалітет розташований на відстані близько 545 км на південь від Мадрида, 105 км на північ від Альмерії.
На території муніципалітету розташовані такі населені пункти: (дані про населення за 2010 рік)
- Орія: 1158 осіб
- Лос-Серрікос: 351 особа
- Ель-Мархен: 174 особи
- Ель-Негро: 165 осіб
- Огаріте: 259 осіб
- Ла-Рамбла-де-Орія: 781 особа

## Демографія
Динаміка населення (INE ):